# 加藤明陳
加藤 明陳（かとう あきのぶ）は、近江水口藩の第5代藩主。水口藩加藤家9代。

## 生涯
宝暦8年（1758年）8月1日、第5代藩主・加藤明煕の次男として江戸で生まれる。明和6年（1769年）5月15日に第6代藩主・加藤明堯の養子となり、安永5年（1776年）12月16日に能登守に任官する。安永7年（1778年）5月6日、養父の隠居により家督を継いで第7代藩主となる。
安永9年（1780年）12月3日に佐渡守に遷任する。幕命により京都警護などを務めた。寛政11年（1799年）9月6日、長男の明允に家督を譲って隠居し、以後は病気の療養に努めたが、文化5年（1808年）10月8日に死去した。享年51。

## 系譜
父母
- 加藤明煕（実父）
- 大木氏 - 側室（実母）
- 加藤明堯（養父）

正室
- 水野忠見の娘（正室）
- 森忠興の娘（継室）

側室
- 宮辻氏

子女
- 加藤明允（長男）生母は宮辻氏（側室）